# Sylwia Kocerka
Sylwia Kocerka (z domu Lewandowska) (ur. 4 stycznia 1991 w Toruniu) – polska wioślarka. Olimpijka z Londynu. Zawodniczka Warszawskiego Towarzystwa Wioślarskiego. Brązowa medalistka mistrzostw świata (2013) w czwórce podwójnej.

## Osiągnięcia
- Mistrzostwa Europy – Płowdiw 2011 – czwórka podwójna – 2. miejsce
- Igrzyska Olimpijskie – Londyn 2012 – czwórka podwójna – 8. miejsce
- Mistrzostwa Europy – Varese 2012 – czwórka podwójna – 2. miejsce
- Mistrzostwa Świata – Chungju 2013 – czwórka podwójna – 3. miejsce